# Aanslag op de universiteit van Garissa op 2 april 2015
Bij de aanslag op de universiteit van Garissa op 2 april 2015 zijn 148 mensen gedood door leden van de Somalische terreurbeweging Al-Shabaab. 

## Gebeurtenissen
Om 5:30 uur in de morgen van 2 april drongen vier gewapende mannen de campus van de universiteit van Garissa binnen. Ze doodden de twee bewakers door een granaatontploffing, waarna ze zo veel mogelijk studenten probeerden te vermoorden. Hoewel het leger en de politie na enkele uren konden ingrijpen, slaagden de terroristen erin veel studenten in gijzeling te nemen. Ze lieten de islamitische studenten vrij en vermoordden de christelijke studenten. Sommige studenten werden onthoofd.

## Andere aanslagen
Bij de aanslag in Garissa zijn veel meer mensen gedood dan bij andere aanslagen van Al-Shabaab in Kenya, zoals de aanslag in het winkelcentrum Westgate in 2013 waarbij 67 doden vielen, en de aanslag op een hotel in Nairobi in 2019 waarbij 21 mensen gedood werden. 